# Mazinho
Iomar do Nascimento (znan po vzdevku Mazinho), brazilski nogometaš in trener, * 8. april 1966, Santa Rita, Brazilija.
Mazinho je kariero začel v brazilskem klubu Santa Cruz, nato prestopil v Vasco da Gama, večji del kariere pa je igral v evropskih ligah, v Serie A za Lecce in Fiorentino ter najdlje v španski ligi za, Valencio, Celto Vigo in Elche, ob koncu kariere leta 2001 pa je nekaj tekem odigral tudi za brazilsko Vitório. 
Za brazilsko reprezentanco je odigral 35 uradnih tekem. Z reprezentanco je osvojil naslov olimpijskega podprvaka na Olimpijskih igrah 1988 v Seulu, naslov svetovnega prvaka leta 1994 in prvenstvo Copa América leta 1989.
Leta 2009 je bil trener grškega kluba Aris Thessaloniki.